# Lago Ozette
El lago Ozette es un lago de Estados Unidos, situado en el estado de Washington.
Es el tercer lago del estado por su superficie, solo superado por el lago Chelan y el lago Washington. Está situado en el límite norte del Parque nacional Olympic, muy próximo a la costa. Se encuentra situado a 9 metros sobre el nivel del mar. El lago desagua al norte a través del río Ozette. Su profundidad media es de unos 40 metros, con una máxima de 101 metros.
Hay 3 islas en el lago: Tivoli, Garden Island y BabyIsland.
Su nombre significa en lengua india lago del sol o espíritus.
- Datos: Q427841
- Multimedia: Ozette Lake / Q427841